# Grup Isard
Grup Isard va ser un moviment de mestres que va exercir a les comarques de muntanya de la província de Lleida (1958 -1964). “Isard” pretenia ajudar els mestres i les mestres de muntanya a superar la duresa de la tasca del magisteri rural en uns anys d'aïllament geogràfic i de soledat en l'exercici del magisteri.

## Activitat
Després de néixer a l'alta muntanya, aviat es va estendre per altres comarques. Era un moviment d'inspiració cristiana, però que responia també a la necessitat de trencar l'aïllament i la solitud que patien els mestres d'aquell temps, residint en pobles molt petits i allunyats, i sense mitjans propis de transport.
Isard va arribar a tenir més de 300 membres i feia trobades i reunions per totes les comarques on s'aplegaven bona part del mestres rurals.
Isard també va publicar una revista, de la qual van sortir uns 29 números. En aquesta revista, Josep Coma i Llorens, mestre i director, hi publicava en català els seus articles de col·laboració.
El fons del grup Isard ha estat donat a la Universitat de Lleida per la família Terés-Illa i recull la documentació que Francesc Terés i Llorens i Hortènsia Illa van recollir durant el període que el grup va estar actiu.